# Keith Almgren
Keith Almgren är en pseudonym för Gunnar Almgren, ursprungligen Keith Gunnar Almgren-Johansson, född 8 november 1957 i Järfälla församling, död 24 september 2023 som svensk låtskrivare.
Almgren var verksam som låtskrivare mest under 1980- och 1990-talen, främst som textförfattare. Med över 1300 titlar var han en av de svenska låtskrivare som hade flest verk registrerade hos Stim. där han tidigare var medlem. 
Han har medverkat i den svenska Melodifestivalen som låtskrivare och har skrivit texten "ABC" till Anna Book och "Jag har en dröm" till Baden Baden.
Från 1990-talet och 2000-talet är han musikförläggare.
Han var förläggare till de två melodifestivalvinnarna "Tusen och en natt" med Charlotte Perrelli 1999 och "När vindarna viskar mitt namn" med Roger Pontare i Melodifestivalen 2000 och i Eurovision Song Contest. Han var förläggare till fler bidrag i Melodifestivalen bland annay 2002, 2010 och 2017, och till bidrag i Finland, Danmark, Lettland, Litauen, Moldavien, Malta, Cypern, Georgien, Rumänien, Vitryssland, Österrike, nationella uttagningar till Eurovision samt till Azerbajdzjan där han var förläggare till "Hold me" i Eurovision Song Contest 2013.
Till detta kommer 29 låtar som låtskrivare som testats för Svensktoppen, flera barnsånger, en skolsångbok: Du och jag och katten, utgiven av Thore Ehrling Musik AB samt text och musik till filmen Black Jack.
Almgren har tidigare arbetat på musikförlaget Scandinavian Songs, på skivbolag (Sonet), Stim/ncb, distributionsbolag, på musikverksamheten på Fryshuset, i skivaffär, som manager och har arbetat på och undervisat på RockMusikLinjen - RML på Birkagårdens folkhögskola i branschkunskap. Han har också varit musikskribent och radiopratare.

## Musik i urval
- ABC (Anna Book-låt) - bidrag till den svenska Melodifestivalen 1986
- Alfabetssången (text och musik) Nyskrivna barnvisor av Keith Almgren
- Dansa hela natten (text och musik) - från filmen Black Jack
- Det var en gång en apa (text)
- Dig ska jag älska (text) - Lasse Stefanz 25 veckor på Svensktoppen 1996, Christina Lindberg (sångare) Se & Hör:s Meloditävling 1995
- Du och jag och katten (musik och text) skolsångbok - barnvisor
- En hemlighet (text) - E.M.M.A
- En liten röd bukett (text) - Se & Hör:s Meloditävling 1995
- Från frö till blomma - (text och musik) doppsalm
- Ge mig tid (text) - Gladys del Pilar
- Ge mig sol, ge mig hav - Kikki Danielsson, Kikki Danielsson 1990 på albumet På lugnare vatten, 11 veckor på Svensktoppen 1990
- Het eld (text), (musik med Gunnar Skoglund) Suzzies orkester) på albumet Suzzies orkester (musikalbum)
- Höstlöven faller på min grav (skriven tillsammans med Anders F Rönnblom) på albumet Rapport från ett kallt fosterland
- I en klosterträdgård (skriven tillsammans med Thore Skogman)
- I vågens tecken - Lili & Susie (text med Niklas Strömstedt)
- Jag har en dröm (text) - Baden-Baden Melodifestivalen 1986 21 veckor på Svensktoppen
- Jag kommer hem -  Shanes -  4 veckor på Svensktoppen 1993
- Jeannie (svensk text Jeannie's Coming Back - Arvingarna, 10 veckor på Svensktoppen 1992
- Jul vid den heliges port (text och musik) - Sanna Nielsen
- Julen är här (text) - Lotta Engberg) - (Rockin' Around the Christmas Tree)
- Julen är här i vårt hus (text) Jenny Öhlund Jenny Silver (Rockin' Around the Christmas Tree)
- Kärlekens symfoni -  Carina Jaarnek Svensktoppen 1989
- Lätta dina vingar - Kikki Danielsson 10 veckor på Svensktoppen 1989
- Radiokontakt (text), Suzzies orkester) på albumet Suzzies orkester (musikalbum)
- "Röd Romans (text), Suzzies orkester) på albumet Suzzies orkester (musikalbum)
- Som en dröm - Ann-Cathrine Wiklander - Schlager-SM TV3 1994
- Vem får följa dig hem (Who's Gonna Follow You Home) - Shanes 44 veckor på Svensktoppen 1990–1991, Årets Svensktoppsmelodi 1991